# Buried Treasure (film fra 1921)
Buried Treasure er en amerikansk stumfilm fra 1921 af George D. Baker.

## Medvirkende
- Marion Davies som Pauline Vandermuellen / Lucia / others
- Norman Kerry som Dr. John Grant
- Anders Randolf som William Vandermuellen
- Edith Shayne som Mrs. Vandermuellen
- Earl Schenck som Joeffrey Vandermuellen
- John Charles som Duc de Chavannes
- Thomas Findley